# أبو دالي (حمص)
أبو دالي قرية سورية تتبع ناحية مركز حمص في منطقة حمص في محافظة حمص. بلغ عدد سكانها 1,300 نسمة في عام 2004 حسب إحصاء المكتب المركزي للإحصاء.